# Giorgio Magnocavallo
Giorgio Magnocavallo (Chieuti, 11 aprile 1957) è un ex calciatore e allenatore di calcio italiano, di ruolo difensore e centrocampista.

## Carriera

### Giocatore

Giorgio Magnocavallo alla Lazio negli anni 1980

Nato in Puglia, è cresciuto in provincia di Bergamo, dove la famiglia si trasferì poco dopo la sua nascita. Si formò nelle giovanili dell'Inter dove vanta una sola presenza in Coppa Italia (1974-75). Debuttò nel campionato professionistico in Serie C nella stagione 1975-1976 con la maglia del Lecco.
Della stagione successiva fu l'esordio in Serie B con il Varese e, a seguire, Brescia e Genoa, senza divenire mai titolare fisso (9 presenze in campionato a Brescia, 19 a Genova).
Nell'estate del 1979 accetta il passaggio in Serie C1, trasferendosi alla Triestina, dove resta due stagioni, per poi venire acquistato dall'Atalanta. A Bergamo centra in tre anni la doppia promozione dalla C1 alla Serie A. Nella stagione 1984-1985 giunge pertanto in massima serie, esordendovi il 16 settembre 1984 in Atalanta-Inter (1-1), e disputando un campionato da titolare (26 presenze e 2 reti), concluso dai nerazzurri con una salvezza.
Nel 1985 viene acquistato dalla Lazio su indicazione di Giorgio Chinaglia. Nelle due stagioni in biancoceleste, entrambe in serie cadetta, totalizza 54 presenze e 3 reti in campionato e 7 presenze in Coppa Italia. L'ultima sua gara con la squadra capitolina è stata Lazio-Campobasso, spareggio vinto per 1-0 grazie alla rete di Fabio Poli, evitando così la retrocessione in C1.
Nell'ottobre del 1987 viene ceduto al Barletta neopromossa in Serie B, con cui disputa due stagioni entrambe coronate dalla salvezza. Conclude la carriera in Serie C2 con le maglie di SPAL e Formia.
In carriera ha totalizzato complessivamente 28 presenze e 2 reti in Serie A, e 254 presenze e 14 reti in Serie B.

### Allenatore
Divenuto allenatore, Magnocavallo ha guidato tra le altre Frosinone, Asperiam e Pagazzanese.

## Palmarès

### Giocatore

#### Club

##### Competizioni nazionali
- Campionato italiano Serie C1: 1

Atalanta: 1981-1982 (girone A)
- Campionato italiano di Serie B: 1

Atalanta: 1983-1984

##### Competizioni internazionali
- Coppa Anglo-Italiana: 1

Triestina: 1980